# Robin Haller
Robin Haller (* 20. April 1986) ist ein ehemaliger deutscher Handballspieler. Er spielte zuletzt beim HTV Meißenheim in der Handball-Oberliga Baden-Württemberg der Männer.

## Karriere
Der 1,91 m große und 93 kg schwere Rechtshänder begann mit dem Handballspiel beim TSV Rietheim. 2003 wechselte der linke Rückraumspieler zum HBW Balingen-Weilstetten, mit dem er 2005 in die Handball-Bundesliga aufstieg. Über die HBR Ludwigsburg kam der 45-malige Juniorennationalspieler 2006 zum Zweitligisten SG BBM Bietigheim. In den Spielzeiten 2007/08 und 2008/09 hatte Haller ein Zweitspielrecht für den Bundesligisten Rhein-Neckar Löwen, kam dort aber nur zweimal zum Einsatz. Wie in der Saison 2014/15 spielte Haller auch 2018/19 mit der SG BBM Bietigheim in der Handball-Bundesliga. Im Sommer 2019 wechselte er zum VfL Gummersbach. Zwei Jahre später wechselte er zum Drittligisten 1. VfL Potsdam. Ab dem Sommer 2022 war er bei der SG Leutershausen sowohl als Spieler als auch als Co-Trainer tätig. Ab dem Saisonbeginn 2023/24 war er beim Oberligisten TV 08 Willstätt als Spielertrainer. Am 2. Februar 2024 beendete der TV 08 Willstätt mit Robin Haller die Doppelfunktion als Spielertrainer. Nachdem Haller anschließend zwei weitere Wochen noch für Willstätt als Spieler aufgelaufen war, verließ er den Verein. Ab März 2025 lief er für den Oberligisten HTV Meißenheim auf. Seit der Saison 2025/26 trainiert er den Oberligisten TuS Altenheim.

## Persönliches
Neben dem Sport absolviert er ein Fernstudium in Betriebswirtschaftslehre an der Fernhochschule Riedlingen.

## Erfolge
- U-20 Europameister 2006
- U-21 Vize Weltmeister 2007
- Meister 2. Handball-Bundesliga 2005/06 (HBW Balingen-Weilstetten)
- 3. Platz 2. Handball-Bundesliga 2013/14  (SG BBM Bietigheim)
- Vize-Meister 2. Handball-Bundesliga 2017/18  (SG BBM Bietigheim)
- Aufstieg in die 2. Handball-Bundesliga 2022 (1. VfL Potsdam)

## Bilanz ab Saison 2011/12 bis 2020/21
Bilanz ab Saison 2011/12-2020/21
| Saison    | Verein            | Spielklasse   | Spiele | Tore | 7-Meter | Feldtore |
| --------- | ----------------- | ------------- | ------ | ---- | ------- | -------- |
| 2011/12   | SG BBM Bietigheim | 2. Bundesliga | 36     | 189  | 0       | 189      |
| 2012/13   | SG BBM Bietigheim | 2. Bundesliga | 34     | 169  | 0       | 169      |
| 2013/14   | SG BBM Bietigheim | 2. Bundesliga | 35     | 155  | 0       | 155      |
| 2014/15   | SG BBM Bietigheim | Bundesliga    | 33     | 110  | 0       | 110      |
| 2015/16   | SG BBM Bietigheim | 2. Bundesliga | 35     | 97   | 0       | 97       |
| 2016/17   | SG BBM Bietigheim | DHB Pokal     | 3      | 13   | 0       | 13       |
| 2016/17   | SG BBM Bietigheim | 2. Bundesliga | 38     | 137  | 7       | 130      |
| 2017/18   | SG BBM Bietigheim | 2. Bundesliga | 37     | 80   | 1       | 79       |
| 2017/18   | SG BBM Bietigheim | DHB Pokal     | 2      | 5    | 0       | 5        |
| 2018/19   | SG BBM Bietigheim | Bundesliga    | 34     | 54   | 0       | 54       |
| 2018/19   | SG BBM Bietigheim | DHB Pokal     | 2      | 5    | 0       | 5        |
| 2019/20   | VfL Gummersbach   | 2. Bundesliga | 13     | 9    | 0       | 9        |
| 2019/20   | VfL Gummersbach   | DHB Pokal     | 1      | 2    | 0       | 2        |
| 2020/21   | VfL Gummersbach   | 2. Bundesliga | 29     | 3    | 0       | 3        |
| 2011-2021 | Gesamt            | Ligen+Pokal   | 332    | 1028 | 8       | 1020     |